# Tribunal Superior de Justícia de Catalunya
El Tribunal Superior de Justícia de Catalunya (TSJC) és l'òrgan jurisdicional que culmina l'organització judicial a Catalunya. Aquest organisme està previst als articles 152 de la Constitució Espanyola, el 95 de l'Estatut d'Autonomia de Catalunya i també als articles 70 a 79 de la Llei Orgànica del Poder Judicial (LOPJ), mentre que les seves competències, composició, organització i funcionament són definides al títol III, capítol I de l'Estatut d'Autonomia de Catalunya. El Tribunal Superior de Justícia de Catalunya està dividit en l'actualitat en tres Sales, una per cada ordre jurisdiccional: el Civil i Penal, el Social i el Contenciós-Administratiu.

## Història
El Tribunal Superior de Justícia de la Comunitat de Catalunya té el seu antecedent immediat en les antigues Audiències Territorials nascudes amb la Constitució Espanyola de 1812, text fundador de l'actual arquitectura jurídica espanyola.
Aquesta constitució va atorgar a les audiències territorials la competència de les causes civils i penals en el territori sota la seva influència.
Fou un primer intent d'establir una separació de poders. Els jutges tenien la funció exclusiva de jutjar i fer complir el jutjat i s'impedia a les Corts o al Rei l'exercici de funcions jurisdiccionals, així com la potestat d'arxivar causes pendents o obrir judicis finits. El 1835 es van publicar les Ordenances de les Audiències, uns documents que van dividir les Audiències en tres Sales diferents amb diferents competències jurisdiccionals: dues Sales del Civil i una Sala pel penal. Aquesta organització judicial va ser respectada per la Llei orgànica del poder judicial de 1870 i és un dels pilars de l'actual arquitectura judicial espanyola.
Els Tribunals Superiors de Justícia autònoms tal com es coneixen avui en dia es van constituir el 23 de maig de 1989, amb la seva conformació i demarcació territorial actual, arran de l'article 26 de la Llei Orgànica del Poder Judicial de 1985. Aquesta llei cancel·lava la figura de les Audiències Territorials, adaptant la llei a l'Espanya de les autonomies, seguint la Constitució de 1978. El primer president del TSJ va ser José Antonio Somalo.

## Edifici
El TSJC està ubicat al Palau de Justícia de Barcelona, un edifici construït entre 1887 i 1908 al passeig de Lluís Companys 14-16 per ubicar en un sol edifici els jutjats i l'audiència. La diputació de Barcelona va designar a Josep Domènech i Estapà i Enric Sagnier Villavecchia com arquitectes del projecte. És un edifici protegit com a Bé Cultural d'Interès Local.
El Palau destaca per la gran quantitat d'obra escultòrica; en la seva realització intervingueren la major part d'escultors de l'època: els germans Agapit i Venanci Vallmitjana, Eduard Alentorn, Rafael Atché, Miquel Blay, Pere Carbonell, Manel Fuxà, Francesc Pagès i Serratosa, etc. El programa decoratiu de l'exterior del palau consta de 48 figures relacionades amb el dret, 22 relleus amb temes jurídics i històrics, un grup (Moisès amb les Taules de la Llei) al coronament del frontispici, d'Agustí Querol, i una gran figura de 4 metres que representa la Justícia, d'Andreu Aleu. Serà també important en el disseny de l'edifici la utilització del ferro, present tant a obres de forjat com als espais del cos central, especialment a la sala axial que divideix l'edifici en dues zones.
Actualment el jutjats de Barcelona es troben en dues zones diferents, uns a la Ciutat de la Justícia de Barcelona i l'Hospitalet de Llobregat i els altres al centre de Barcelona. El Palau de Justícia acull la Presidència i les sales del Tribunal Superior de Justícia de Catalunya (TSJC), la Fiscalia del TSJC, l'oficina i les sales del Jutjat i les seccions d'apel·lacions penals.

## Sales
El Tribunal Superior de Justícia és un òrgan jurisdiccional col·legiat i la màxima autoritat judicial en matèria de dret autonòmic. Té la seu a Barcelona. Està integrat per les següents sales:
- Sala Civil Penal. Formada pel president i 4 magistrats.
  - Coneix els recursos de cassació contra resolucions dictades per òrgans civils amb seu a Catalunya o que tractin del dret civil català.
  - Resol demandes de responsabilitat civil contra: El President de la Generalitat o membres del govern i/o del Parlament de Catalunya
  - Coneix el processament de membres del govern o del Parlament
  - Coneix les causes penals contra jutges, magistrats i fiscals comesos durant l'acompliment de les seves funcions a Catalunya
  - Resol conflictes de competències entre òrgans jurisdiccionals civils o penals catalans que no tinguin cap altre superior comú.

- Sala Contenciosa Administrativa. Formada pel president i vint-i-quatre magistrats
  - Coneix en 1a instància els recursos contenciosos administratius contra el consell de govern, el president de la Generalitat, els conseller i també els òrgans de govern del Parlament
  - Coneix els recursos electorals contra els acords de les juntes electorals sobre la proclamació dels presidents de les corporacions locals.
  - En 2a instància coneix els recursos contra els jutjats del contenciós-administratiu
  - Resol conflictes de competències entre els jutjats del contenciós-administratiu

- Sala Social. Formada pel president i vint-i-tres magistrats
  - Coneix en única instància els processos sobre conflictes entre treballadors i empresaris que afecten un àmbit superior d'un jutjat social i no superior a l'àmbit de Catalunya
  - Resol conflictes de competències entre els jutjats de lo social

## Presidència
El president o presidenta del Tribunal Superior de Justícia de Catalunya és el representant del poder judicial a Catalunya. És proposat pel Consell General del Poder Judicial espanyol amb la participació del Consell de Justícia de Catalunya i nomenat pel rei d'Espanya. El Tribunal Superior de Justícia de Catalunya ha tingut diversos presidents des de la seva constitució el 23 de maig de 1989:

### Llista de presidents
Informació actualitzada per un bot. Els canvis manuals es perdran quan s'actualitzi!
| Imatge | Titular                         | Des de | Fins a | Duració (anys) | Gènere  | Lloc de naixement |
| ------ | ------------------------------- | ------ | ------ | -------------- | ------- | ----------------- |
|        | José Antonio Somalo Giménez     | (1989) | (1994) | 4–5            | masculí | Madrid            |
|        | Guillem Vidal Andreu            | (1994) | (2004) | 9–10           | masculí | Palma             |
|        | Maria Eugènia Alegret i Burgués | (2004) | (2010) | 5–6            | femení  | Barcelona         |
|        | Miguel Ángel Gimeno Jubero      | (2010) | (2015) | 4–5            | masculí | Binèfar           |
|        | Jesús María Barrientos Pacho    | (2016) | (2025) | 8–9            | masculí | Lleó              |
|        | Mercè Caso i Señal              | (2025) |        |                | femení  | Barcelona         |